# Rockin'on
『rockin'on』（ロッキング・オン）は、1972年に創刊された日本の月刊音楽雑誌である。ロッキング・オン社発行。毎月7日発売。
誌名は、英語表記では「rocking on」ではなく「g」が省略された「rockin'on」であるが、日本語では「ロッキング・オン」と表記される。

## 歴史
創刊30周年記念特別号のロッキング・オン年表より。

### 創刊 - 1970年代
1972年8月号（創刊号）、渋谷陽一、松村雄策、岩谷宏、橘川幸夫、大久保青志らによるミニコミとして創刊。定価150円。
1973年冬号（創刊3号）、「ロックファンによるロック専門誌」の表紙文字が登場。4月号から直接販売から取次へと切り替わり、商業誌（隔月刊）として全国配本がスタート。6月号から定価180円に改定。8月号で大類信が表紙デザイナーとして参加。
1974年4月号から定価230円に改定、「ロック洋書案内」にて洋書の販売を開始。7月号「レコード案内」にて輸入レコードの販売を開始。9月号より斎藤陽一「写真シリーズ」連載開始。11月号に「ロッキング・オンの会」入会案内が掲載。
1975年5月号から定価280円に改定。10月号に「21ST CENTRY SCHIZOID MAGAZINE」の表紙文字が登場。6月号から竹田やよい「うつくしマンガ」連載開始。
1977年4月号にて、9月発行号より月刊化予定の告知が掲載。10月号より月刊化。
1978年8月号から佐々木容子「陽一さんのもしもし編集室」連載開始。9月号にてリニューアル宣言。松村雄策、渋谷陽一によるケイト・ブッシュへのインタビューが掲載。10月号からリニューアル。史上初のカラーページでローリング・ストーンズのLAライブを特集。『サウンズ』と契約。ジョニー・ロットン、コージー・パウエルの翻訳インタビューを掲載。
1979年3月号にて、渋谷陽一のデヴィッド・ボウイへのインタビューが掲載。

### 1980年代
1980年5月号にて、次号から変わります宣言。増ページ、新コーナー掲載。12月号より『ローリング・ストーン』と契約。
1981年3月号、RCサクセションが日本のアーティスト初の表紙を飾った。4月号にて渋谷陽一のビートたけしへのインタビューが掲載。5月号にて読者アンケート調査実施。8月号で読者アンケート人気投票の結果発表。1位クラッシュ、2位PIL、3位ジャパン、4位ポリス、5位RCサクセションとなった。
1982年1月号にて来月号変身予告を掲載。『ミュージシャン・プレイヤー・リスナー』と契約。来月掲載分から原稿料として400字詰め一枚1,500円。5月号にて松村雄策がポール・マッカートニーにロンドンで直撃インタビュー。10月号にて次号から変身します宣言。『ニュー・ミュージカル・エクスプレス』と契約。カラ－、モノクロの写真ページが倍増し、定価据え置き。11月号より表紙ロゴが現在と同じになる。
1984年1月号より「FIRST IN ROCK JOURNALISM」の表紙文字が登場。
1986年6月号にて、定価値上げと新雑誌創刊について掲載。11年にわたる定価280円時代が終わる。7月号から定価320円に改定。
1987年1月号より「TAG RANDOM」連載開始。
1989年2月号にて、来月号より投稿の原稿料が400字詰め一枚1,500円から3,000円に値上げ告知。5月号から消費税導入で定価330円に改定。7月号にて増井修がストーン・ローゼズにリバヴァールで直撃インタビュー。8月号にて次号から変身します宣言。カラーページ倍増、モノクロのグラビアページも倍増し、値上げ。9月号より定価380円に改定。

### 1990年代以降
1990年5月号より増井修が編集長に就任。7月号にて来月号より原稿料を400字詰め一枚3,000円から4,000円に値上げ告知。
1992年4月号にて来月より誌面刷新予告。新企画追加、カラー倍増。5月号より誌面大リニューアル。定価450円に改定。「会社初26時」連載開始。
1994年10月号から、14号連続特大号。表紙文字は「特大号」「増大号」「前代未聞号」「総決起死闘号」と多様化する。
1995年11月号から定価480円に改定。
1997年5月号から消費税率引き上げで定価490円に改定。6月号から宮嵜広司が編集長に就任。7月号にて「渋松対談」最終回。
1998年4月号から「渋松対談Z」として「渋松対談」が復活。
1999年9月号より定価500円に改定。
2000年5月号にて初の付録CD付き。6月号より山崎洋一郎が編集長に就任。

## 特徴
読者投稿型のミニコミ誌として創刊。1970年代後半まで、カラーグラビアはなく洋楽アーティストの取材記事もなかった。
渋谷陽一と松村雄策の「渋松対談」、竹田やよいのヤオイ系漫画、ライターの創作による「架空インタビュー」など同人誌的な企画が読者に好意的に受け入れられ、カラーグラビアやインタビュー記事がない音楽投稿雑誌の体裁のまま、1977年10月号から月刊化。1977年から1978年にかけて大幅に部数を伸ばす。
創刊メンバーの一人である岩谷宏はパンク・ロック的なるものを担っており、独自の視点で鋭い評論を書いた。
渋谷陽一、増井修が編集長を務めていた時代までは、他誌（『ミュージック・マガジン』や『宝島』など）と誌面上で論争が展開されることも珍しくなかった。
創刊以来、参加型メディアとして雑誌を特徴づけていた投稿文は、年々掲載本数が減少傾向にあり、近年はレギュラー執筆者・松村雄策のみという月も珍しくない。なお、ロッキング・オン社は2017年2月に音楽文投稿サイト『音楽文』を立ち上げている。
当初は洋楽を中心にしながらも邦楽への目配りもある編集になっていたが、1986年に邦楽専門誌『ROCKIN'ON JAPAN』が創刊されてからは、洋楽専門の誌面に落ち着いている。

## スタッフ

### 編集長
- 渋谷陽一 - 初代
- 増井修 - 2代
- 宮嵜広司 - 3代 1992年入社[9]
- 山崎洋一郎 - 4代、6代
- 粉川しの - 5代

### 主要な編集者・ライター
- 松村雄策
- 岩谷宏
- 橘川幸夫
- 大久保青志
- 市川哲史
- 鹿野淳
- 久保憲司
- 田中宗一郎 - 1991年入社[9]
- 稲田浩 - 1993年入社[9]
- 宇野維正

### アートディレクター
- 大類信 - 1973年7月、デザイナーとして参加。6号1976年3月までは大類信・橘川幸夫の連名となっている。24号1976年10月まで大類信+スウィート・ストロベリー・スタジオ。25号1976年12月から大類信+シティ・ライツと屋号も併記されている[10]。
- 春日優子